# Grijsrugbrilvogel
De grijsrugbrilvogel (Zosterops lateralis) is een zangvogel uit de familie Zosteropidae (brilvogels). De soort komt voor in Australië en een groot aantal eilanden oostelijk daarvan tot de Fiji-eilanden.

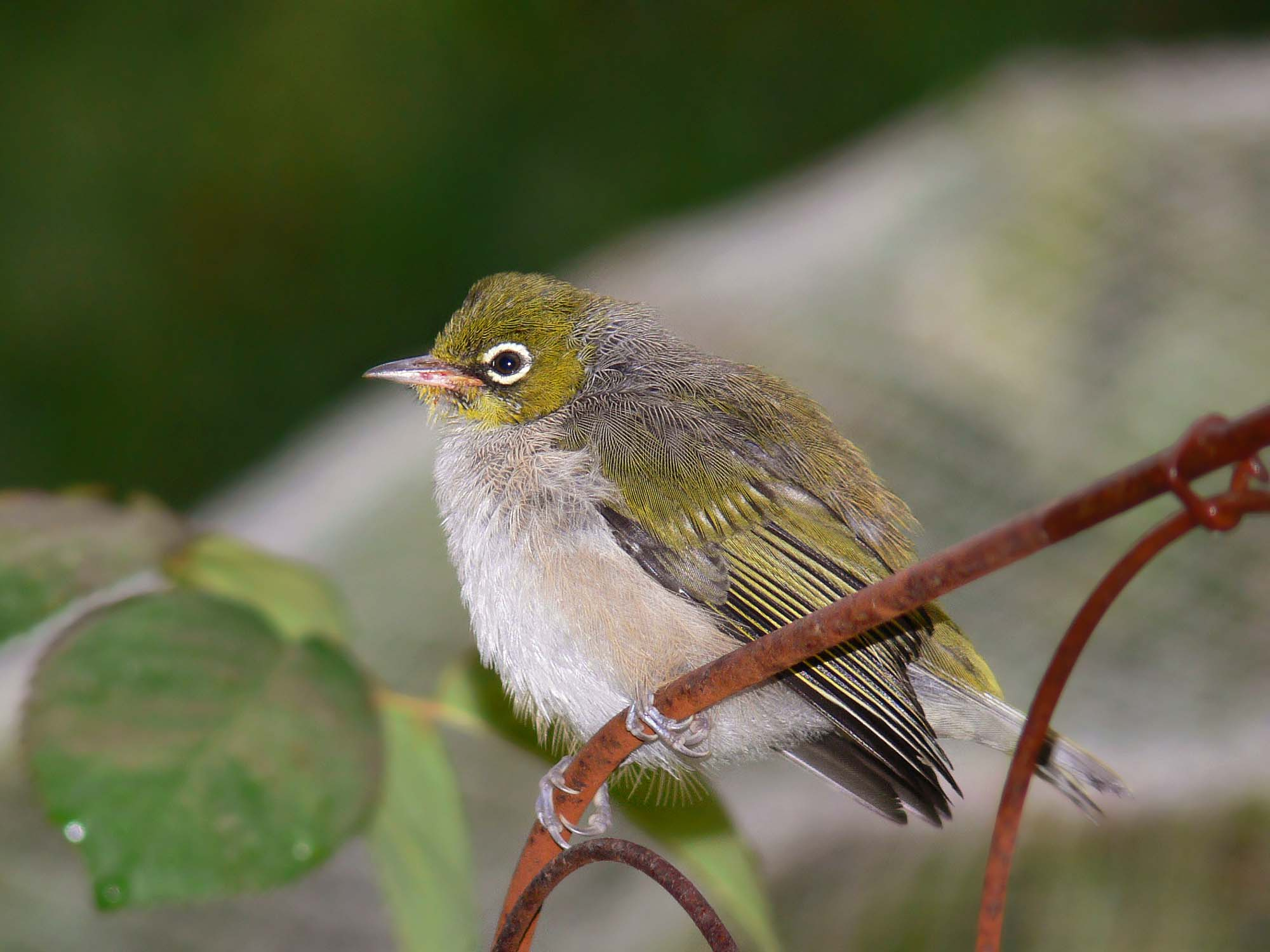
Onvolwassen vogel

## Kenmerken
De grijsrugbrilvogel is 10 tot 12,5 cm lang. In Australië is het de enige kleine, olijfkleurige en grijze brilvogel met een opvallende brede oogring. De andere soorten brilvogels zijn veel meer geel. De ondersoort die in Australië voorkomt noordelijk van Sydney is van onder grijs en bruinachtig. Deze heeft nog wel wat geel op de keel en de onderstaartdekveren. De ondersoorten verschillen onderling sterk wat betreft het verenkleed op borst en buik. Meestal ontbreekt het geel.

## Verspreiding en leefgebied
Er zijn 16 ondersoorten:
- Z. l. vegetus: Kaap York.
- Z. l. cornwalli: oostelijk Australië.
- Z. l. chlorocephalus: eilanden oostelijk van de Australische kust.
- Z. l. westernensis zuidoostelijk Australië.
- Z. l. tephropleurus: Lord Howe-eiland.
- Z. l. lateralis: van Tasmanië tot Nieuw-Zeeland.
- Z. l. ochrochrous: Kingeiland (Australië).
- Z. l. pinarochrous: zuidelijk en zuidoostelijk Australië.
- Z. l. chloronotus: zuidwestelijk Australië.
- Z. l. griseonota: Nieuw-Caledonië.
- Z. l. nigrescens: Loyaliteitseilanden.
- Z. l. melanops: Lifou (Loyaliteitseilanden).
- Z. l. tropicus: noordelijk Vanuatu.
- Z. l. vatensis: centraal en zuidelijk Vanuatu.
- Z. l. valuensis: Mota Lava (noordoostelijk Vanuatu).
- Z. l. flaviceps: Fiji.

De grijsrugbrilvogel is in Australië een zeer algemene vogel die in allerlei soorten vegetaties voorkomt. Voor fruittelers is het soms een plaag, verder is het een veel voorkomende bezoeker van voedertafels.

## Status
De grootte van de populatie is niet gekwantificeerd. De vogel is zeer algemeen en er is geen aanleiding te veronderstellen dat de soort in aantal achteruit gaat. Om deze redenen staat deze brilvogel als niet bedreigd op de Rode Lijst van de IUCN.